# روبرت إل. ويلسون
روبرت إل. ويلسون (بالإنجليزية: Robert L. Wilson)‏ هو قاضي وسياسي أمريكي، ولد في 11 سبتمبر 1805، وتوفي في 7 مارس 1880. انتخب عضو مجلس نواب إلينوي.